# 패 (중위)
패(霸, ? ~ ?)는 전한 중기의 관료이다. ‘패’는 이름자로, 성씨는 알 수 없다.

## 행적
원수 3년(기원전 120년), 중위에 임명되었다.
원정 원년(기원전 116년) 당시 같은 이름의 인물이 정위를 역임한 것이 확인되는데(패), 왕선겸은 동일인물로 추정하였다.

## 출전
- 반고, 《한서》 권19하 백관공경표 下

| 전임 사마안 | 전한의 중위 기원전 120년 ~ 기원전 119년? | 후임 왕온서 |